# Sphodromerus gilli
Sphodromerus gilli är en insektsart som först beskrevs av Boris Petrovich Uvarov 1929.  Sphodromerus gilli ingår i släktet Sphodromerus och familjen gräshoppor. Inga underarter finns listade i Catalogue of Life.